# Флаг Абатского района
Флаг муниципального образования Аба́тский муниципальный район Тюменской области Российской Федерации является опознавательно-правовым знаком, служащим официальным символом Абатского муниципального района.
Ныне действующий флаг утверждён 23 сентября 2011 года и внесён в Государственный геральдический регистр Российской Федерации с присвоением регистрационного номера 7282.

## Описание
«Прямоугольное полотнище синего цвета с отношением ширины к длине 2:3, несущее на себе изображение фигур районного герба (сообращённые мамонты и стропило с 11-ти лучевой звездой), выполненное белым и жёлтым цветами. Обратная сторона аналогична лицевой».

## Символика
Стропило символизирует укрепленную линию в которую входил в момент образования Абатский острог.
Два мамонта указывают на обилие палеонтологических памятников, найденных на территории района и представленных во многих музейных собраниях России.
Одиннадцатилучевая звезда указывает на число поселений, входящих на момент составления флага в состав района, а в сочетании со стропилом служит намёком на название района.

## История
Первый флаг района был утверждён решением Думы объединённого муниципального образования Абатский район от 15 августа 2003 года № 83 как флаг объединённого муниципального образования Абатский район (с 2004 года — муниципальное образование Абатский муниципальный район).

### Описание
«Флаг объединённого муниципального образования Абатский район представляет собой прямоугольное полотнище с горизонтальными полосами синего, белого, зелёного цвета.
Белая полоса составляет 1/5 ширины флага и расположена между равными по ширине полосами синего и зелёного цветов. Синяя полоса наверху, зелёная — внизу флага.
На полосы со стороны древка наложен прямоугольный равнобедренный треугольник красного цвета.
В центре треугольника элемент герба объединённого муниципального образования Абатский район — сноп из колосьев пшеницы жёлтого (золотистого) цвета. Высота изображения 1/3, ширина — 1/4 длины флага.
Соотношение ширины флага к его длине 2:3».

### Символика
Сноп из колосьев пшеницы, главной культуры, выращиваемой в районе, означает единство всех 13 сельских администраций.
16 июня 2011 года, решением Думы Абатского муниципального района № 15, был принят за основу проект новых герба и флага Абатского муниципального района, которые и были утверждены 23 сентября 2011 года.